# 盧查尼
43°52′N 20°08′E / 43.867°N 20.133°E

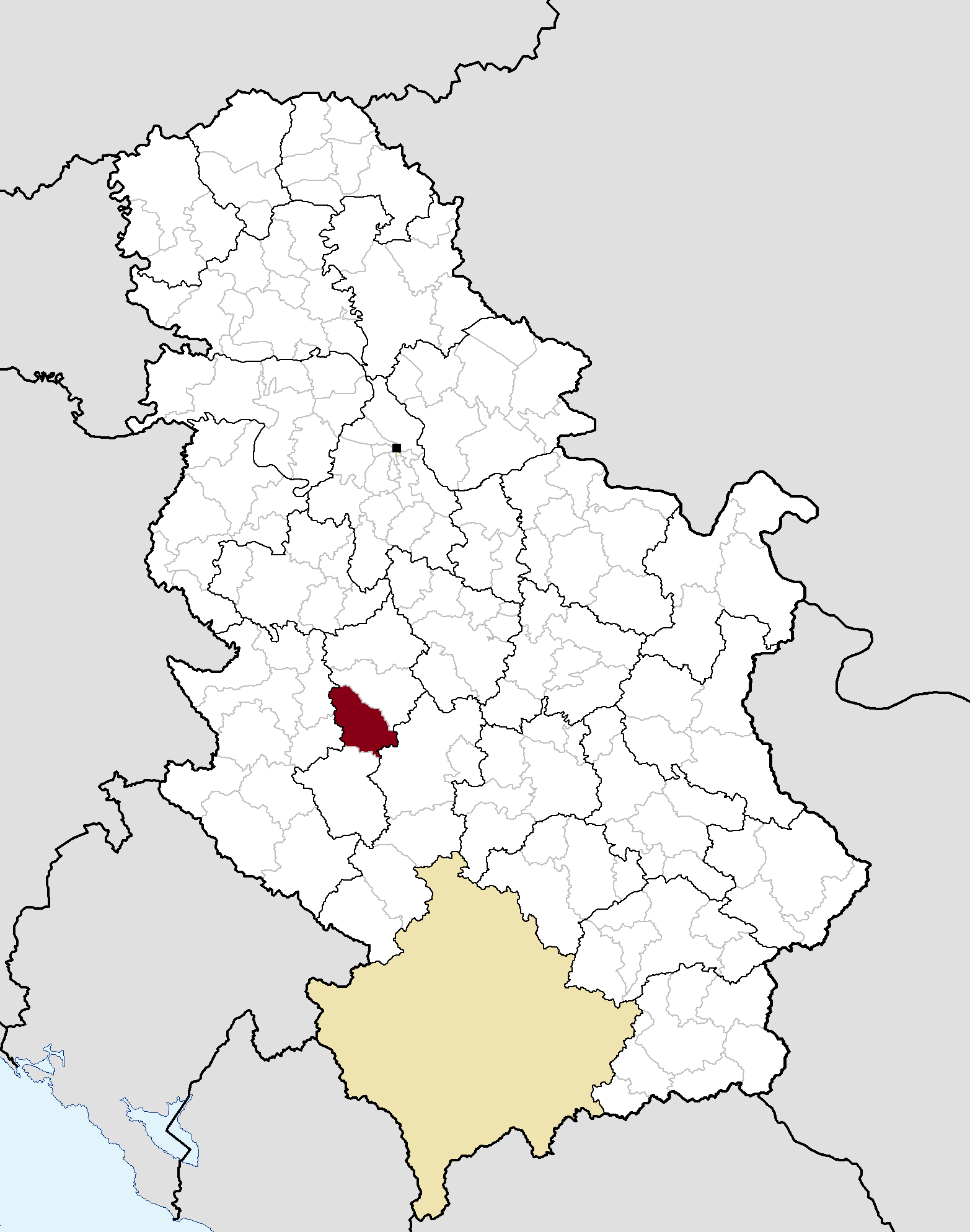

盧查尼，是塞爾維亞的城鎮，位於該國中西部，由莫拉瓦州負責管轄，面積454平方公里，海拔高度308米，2011年人口20,897，人口密度每平方公里46人。